# Astrenis densa
Astrenis densa là một loài tò vò trong họ Ichneumonidae.